# Deszkatemplom

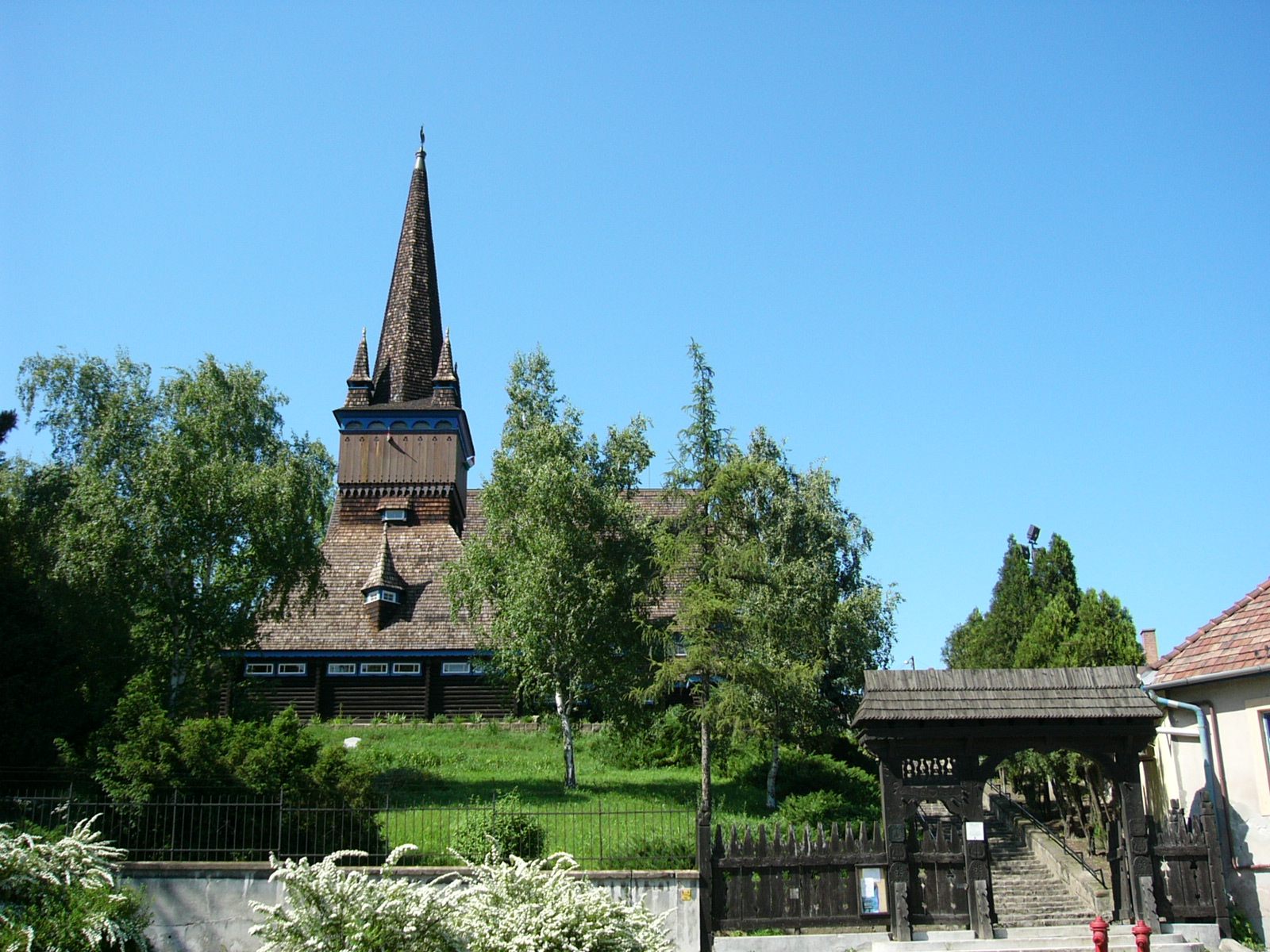
El Deszkatemplom desde la plaza Petőfi.

El Deszkatemplom (Iglesia de tablas  en español) es considerado uno de los símbolos de Miskolc.
Como su nombre indica está construido en madera.
El edificio actual construido en 1999 es una réplica del anterior, que fue víctima del incendio de 1997.
El primer templo del que se tiene noticia, ubicado en ese sitio fue consagrado el 13 de septiembre de 1637 pero la fecha transmitida vía oral no es del todo fiable.
El primer documento que cita un templo aquí situado data de 1698.
La primera iglesia llamada Deszkatemplom fue erigida en 1724 y llegó hasta 1937.
István Bató, un burgués rico del siglo XIX de Miskolc legó una gran suma para la renovación de la iglesia.

«Que este templo de madera se mantenga en las mejores manos tiempo por tiempo hasta que en la Ciudad de Miskolc clérigos e iglesia protestantes helvéticos hubiere… si se quemare, que de tablas y madera desde su base se reedificare».

Cuando la iglesia envejeció de tal manera que hubo que demolerla, la dirección de la ciudad decidió que el nuevo templo fuera también de madera.
Planeado por Bálint Szeghalmi, en madera de Transilvania y rico en motivos transilvanos (decoración tallada), fue consagrado el 19 de septiembre de 1938.

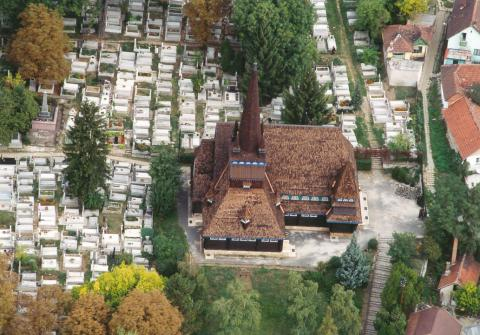
Fotografía aérea del Deszkatemplom.

La madrugada del 4 de diciembre de 1997 fue incendiada, ardiendo en su totalidad.
Fue reconstruido en 1999 gracias a una colecta pública y al soporte estatal. Su mobiliario está lujosamente labrado en madera de tilo y pino rojo.